# Водонапорная башня (Пиннеберг)
Водонапорная башня Пиннеберга (нем. Wasserturm Pinneberg) — архитектурное сооружение в эклектическом стиле, построенное в 1912 году по заказу Германа Вуппермана, владельца металлургического завода в городе Пиннеберг. Находится на улице Пайнервег на северо-западе города. Памятник культуры с 1988 года.

## Сооружение
Водонапорная башня представляет собой круглое кирпичное здание на восьмиугольном основании. Построена по образцу водонапорной башни Хузума, возведённой в 1902 году по проекту архитектора фон Герлаха. Высота водонапорной башни Пиннеберга составляет 40,85 метра; полезная высота при эксплуатации составляла 27,1 метра. Выступающий уровень резервуара облицован шифером и увенчан остроконечным шпилем с грифельным покрытием. В исходном состоянии шахта башни имела три яруса. Изначально в качестве резервуара для воды использовался контейнер с опорным полом, который находился на верхнем ярусе, в консольной части. Резервуар водонапорной башни объёмом в 300 кубических метров относился к типу «Инце», который был изобретён инженером-гидротехником Отто Инце.

## История эксплуатации
В 1899 году Герман Вупперман, владелец металлургического завода, приобрёл для нужд предприятия источник воды в деревне Пиннеберг. На этом месте им была построена небольшая водонапорная башня, интегрированная в комплекс заводских цехов. В 1912 году Вупперман построил новую водонапорную башню вместе с гидротехнической станцией. В результате длительных переговоров город и владелец завода согласились совместно эксплуатировать сооружение. Вупперман обязался доставлять городу не менее 600 кубических метров воды в сутки за 15 пфеннигов за кубический метр. Город взял на себя обязательство построить трубопроводную сеть.
В 1952 году коммунальная компания Пиннеберга приобрела у Отто Вуппермана водонапорную башню и гидротехнические сооружения. До 1956 года башня использовалась только для снабжения города водой. Затем длительное время она пустовала из-за отсутствия у города средств на её реконструкцию. В 1988 году водонапорная башня получила статус памятника культуры. В 1994 году город продал её частным собственникам. Новые владельцы устроили в водонапорной башне жилые помещения с жилой площадью в 500 квадратных метров. С этой целью ими был полностью перестроен интерьер башни. Теперь она имеет шесть этажей и лифт. Во время строительных работ внешний вид водонапорной башни была сохранён в первоначальном состоянии, что было одним из условий при продаже объекта.